# Philippe de Melun
Philippe de Melun, mort le 7 avril 1345, est un prélat français du XIVe siècle, évêque de Châlons puis archevêque de Sens.  

## Biographie
Philippe de Melun est membre de la maison de Melun. Il est fils du vicomte Adam IV de Melun et de Jeanne de Sully et est  le frère de Guillaume Ier de Melun, archevêque de Sens.
Philippe de Melun est successivement chanoine de Paris, sous-doyen de Bayeux en 1325, chanoine de Sens en 1329 et chanoine et archidiacre de Reims en 1333. 
Il obtient ses bulles pour l'évêché de Châlons en 1335 et est fait archevêque de Sens en 1338. Il résigne au commencement de l'année 1344 au profit de son neveu Guillaume. Il permet par une ordonnance datée du 29 janvier 1341, de choisir leur sépulture aussi bien dans l'église cathédrale que dans les églises paroissiales de la ville. 